# Дімітріє Ангел
Дімітріє Ангел (нар. 16 червня 1872, с. Корнешти, повіт Ясси, Румунія — пом. 13 листопада 1914, м. Ясси) — румунський письменник і поет-символіст, автор політичних і сатиричних віршів, перекладач французької поезії.

## Творчість
Перший вірш був опублікований 1890 року в журналі Contemporanul, дебютна передовиця Traduceri din Paul Verlaine опублікована 1903 року. Перші поетичні збірки În grădină і Fantazii вийшли друком відповідно у 1905 і 1909 роках.
Серед відомих творів, багато з яких написані у співавторстві зі Штефаном Октавіаном Йосифом, — Legenda funigeilor (драма у віршах, 1907), Cometa (комедія, 1908), Caleidoscopul lui A. Mirea (1908), Carmen saeculare (історична поема, 1909), а також прозовий твір Cireşul lui Lucullus.
Після 1911 року звернувся до прози і опублікував твори Povestea celor necăjiţi (1911), Fantome (1911), Oglinda fermecată (1912), Triumful vieţii (1912) і Steluţa (1913).

## Особисте життя
Був нещасливий в сімейному житті. У нападі ревнощів вистрілив собі в голову, був доставлений до шпиталю, де зірвав пов'язки і помер від кровотечі.